# Bruce Buck

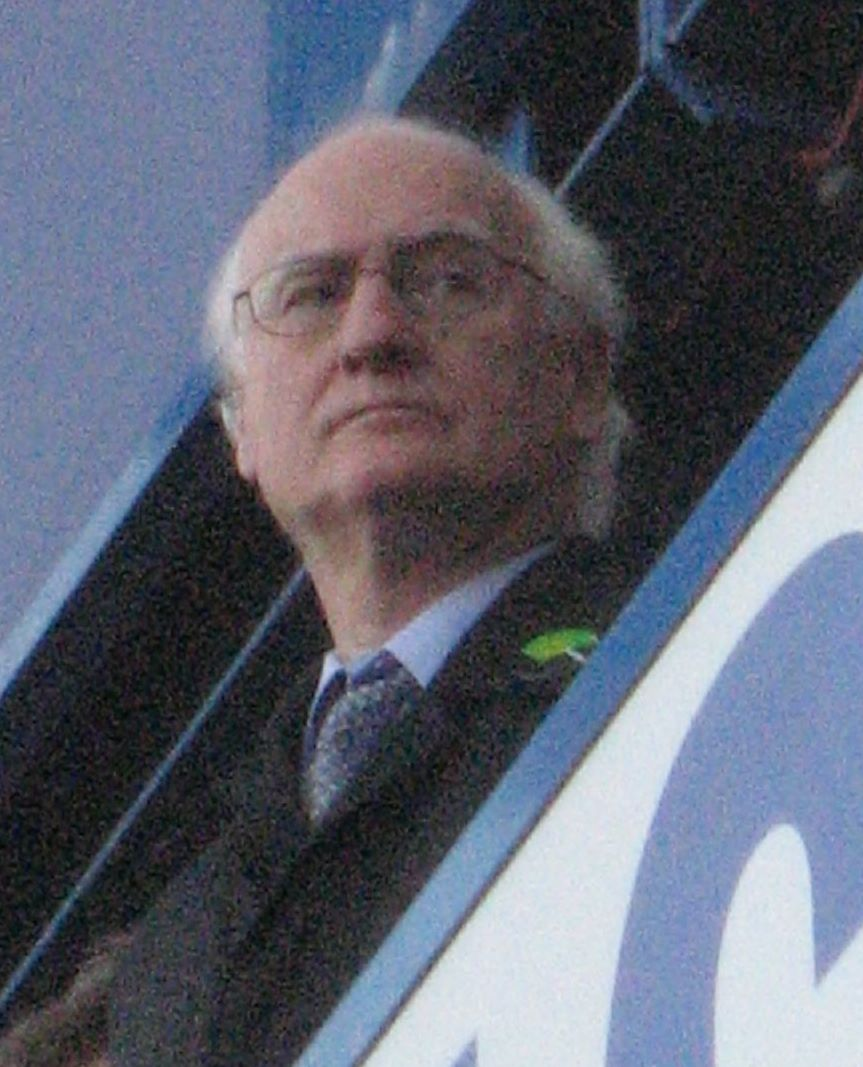
Buck assiste ad una partita del allo Stamford Bridge.

Bruce Michael Buck (New York, 30 agosto 1940) è un avvocato e dirigente sportivo statunitense, fondatore della sede londinese dello studio legale americano Skadden, Arps, Slate e Meagher & Flom. Presidente del Chelsea dal 2004 al 2022, si occupa anche di fusioni europee e acquisizioni, finanziamenti di progetti e privatizzazioni.

## Biografia
Bruce Buck ha praticato legge in Europa dal 1983. Ha lasciato New York per l'Inghilterra nel 1983 per un "lavoro temporaneo" di due o tre anni con il suo precedente studio legale White & Case . Cinque anni dopo fu nominato direttore di M & A Skadden Arps per far sì che lo studio legale fosse attivo anche in Europa, partendo da zero. Buck ricopre ancora oggi quel ruolo. In qualità di partner responsabile degli uffici europei della Skadden, il suo lavoro comprende una vasta gamma di operazioni nell'ambito dei mercati capitali. Il coinvolgimento di Buck con il Chelsea ha avuto inizio con la sua posizione di direttore europeo dello studio legale americano Skadden, Arps, Slate, Meagher & Flom. Buck si era occupato personalmente delle pratiche legali per una serie di acquisizioni da parte della società petroliera russa Sibneft, e in questo modo era entrato in contatto con il miliardario russo Roman Abramovich. Abramovich era l'azionista di maggioranza di Sibneft. L'acquisizione per 140 milioni di sterline di tutte le azioni in circolazione del Chelsea Village plc, quotata nella borsa di Londra, è stata la sua prima esperienza di acquisizione di una squadra di calcio.

## Vita privata
Buck è sposato e ha tre figli, Graham, Brandon, e Rory, tutti tifosi del Chelsea.